# Nicole Garcia
Nicole Garcia (Oran, Argélia francesa, 22 de abril de 1946) é uma atriz, diretora e roteirista de cinema francesa.

## Filmografia
Como Atriz
- Les Bureaux de Dieu (2008) - Denise
- Peur(s) du noir (2007) - Narrator
- Les Prédateurs (2007) (TV) - Eva Joly
- Ma place au soleil (2007) - Odile
- Mon dernier rôle (2006) - Nicole Garcia
- Le Dernier jour (2004) - Marie
- Toi, vieux (2004) (voz) (uncredited) - La récitante des césars
- Ne fais pas ça (2004) - Edith
- Les Parents terribles (2003/I) (TV) - Yvonne
- Histoire de Marie et Julien (2003) - L'amie
- La Petite Lili (2003) - Mado Marceaux
- Tristan (2003) - Mme Driant
- Sa mère, la pute (2001) (TV)
- Betty Fisher et autres histoires (2001) - Margot Fisher
- Kennedy et moi (1999) - Anna Polaris
- Lost & Found (1999/I) - Mall Quartet Player
- Post coïtum animal triste (1997) (voice)
- Facteur VIII (1995) (TV) - Docteur Martine Bressian
- Fugueuses (1995) - Jeanne
- Jeanne (1994) (TV) - Jeanne
- Aux petits bonheurs (1994) - Ariane
- Un homme à la mer (1993) (TV) - Fanny
- La Femme de l'amant (1992) (TV) - Cécile
- Léon Morin, prêtre (1991) (TV) - Barny
- Outremer (1990) - Zon
- La Lumière du lac (1988) - Carlotta
- L' État de grâce (1986) - Florence Vannier-Buchet
- Mort un dimanche de pluie (1986) - Elaine Briand
- 15 août (1986)
- Un homme et une femme, 20 ans déjà (1986) - Elle-même jouant 'Deux sur la balançoire'
- Mariage blanc (1986) (TV) - France
- Le 4ème pouvoir (1985) - Catherine Carre
- Péril en la demeure (1985) - Julia Tombsthay
- Partenaires (1984) - Marion Wormser
- Les Capricieux (1984) (TV) - Diane
- Garçon! (1983) - Claire
- Les Mots pour le dire (1983) - Marie
- "Les Uns et les autres" (1983) TV mini-séries - Anne
- Stella (1983) - Stella
- Copkiller (1983) - Lenore Carvo
- L'Honneur d'un capitaine (1982) - Patricia Caron
- Qu'est-ce qui fait courir David? (1982) - Anna
- L'Apprentissage de la ville (1982) (TV) - Violette
- Via degli specchi (1982) (TV) - Francesca
- Beau-père (1981) - Martine
- Les uns et les autres (1981) - Anne Meyer
- Un jour sombre dans la vie de Marine (1981) (TV) - Moune
- Le Grand paysage d'Alexis Droeven (1981) - Elizabeth
- Mon oncle d'Amérique (1980) - Janine Garnier
- Operación Ogro (1979) - Karmele
- Le Mors aux dents (1979) - Mme Le Guenn
- Le Cavaleur (1979) - Marie-France
- "Gaston Phébus" (1978) TV mini-séries - Agnès de Navarre
- Aurélien (1978) (TV) - Blanchette
- "Voltaire" (1978) TV mini-séries - Adrienne Lecouvreur
- Un papillon sur l'épaule (1978) - Sonia
- Les Indiens sont encore loin (1977) - Anna
- La Question (1977) - Agnès Charlegue
- "Les Enquêtes du commissaire Maigret" - Le docteur Steiner (1976) (episódio: Les scrupules de Maigret)
- Le Corps de mon ennemi (1976) - Hélène Mauve
- Duelle (une quarantaine) (1976) - Jeanne/Elsa
- Calmos (1976)
- Que la fête commence... (1975) - La Fillon
- La Mort d'un enfant (1974) (TV) - Mme Grigny
- Faire l'amour - Emmanuelle et ses soeurs (1971)
- "Madame êtes-vous libre?" (1971) TV séries - Monique
- "Au théâtre ce soir" - Françoise (1970) (episódio: Aux quatre coins)
- Léonce et Léna (1969) (TV)
- Le Gendarme se marie (1968) - La jeune fille verbalisée
- Des garçons et des filles (1967) - Coco

Como Diretora
- Mal de Pierres (2016)
- Un Beau Dimanche (2013)
- Selon Charlie (2006)
- L'Adversaire (2002)
- Place Vendôme (filme) (1998)
- Le Fils préféré (1994)
- Un week-end sur deux (1990)
- 15 août (1986)

Como Roteirista
- Selon Charlie (2006)
- L'Adversaire (2002)
- Place Vendôme (1998)
- Le Fils préféré (1994)
- Un week-end sur deux (1990)
- 15 août (1986)